# Schleuse Pleidelsheim
Die Schleuse Pleidelsheim ist eine Flussstaustufe am Neckar und besteht aus einer Doppelschleuse.

## Lage
Die Schleuse Pleidelsheim ist vom Rhein aus gesehen die 17. Anlage.
Sie verbindet kurz vor dem Wasserkraftwerk Pleidelsheim den Seitenkanal Pleidelsheim mit dem Altneckar.